# Предраг Урошевић
Предраг Урошевић је српски књижевник научне фантастике који је написао свега два романа. Нема много података о њему. Такође је преводилац са енглеског језика.

## Биографија
Његов роман Тихана из Ерга објављен је 1984. године у чувеној дечијој едицији Плава птица, као један од свега два романа домаћих аутора, поред књиге Леон и Леонина Светлане Слапшак. У питању је роман о чудноватој планети, а последњих година књига је упоређивана са филмом Аватар. Роман је реиздат тек 2010. године поново у издању Еврођунтија. Други научнофантастични роман је Канига из 1988. године. Као преводилац преводио је Агату Кристи, Роберта Ладлама, Филипа Хозе Фармера, Клајва Каслера, Мајкла Крајтона, Сиднија Шелдона, док је у самој едицији Плава птица превео дечије књиге Прва љубав Беверли Клеверли, Караван за Орегон Ан Рутхерс ван дер Луфа, Свемирски брод Галактика Глена Ларсена и Црвенко Џима Кјелгарда.

## Дела
- Тихана из Ерга : фантастични роман (1984, едиција Плава птица, Просвета, Београд)
- Канига (1988/1990, Светозарево, Нови пут, Сфаирос, Београд)[5]